# Damarut-re’i
Damarut-re'i era una fortalesa hitita al sud-est del país, propera a la frontera de Kizzuwatna.
El regne de Mitanni va conquerir Kizzuwatna i el rei d'aquell país, Pilliya II, va haver d'acceptar la condició de vassall. Llavors Idrimi d'Alalakh, vassall dels hurrites, per un acord amb Kizzuwatna, va poder fer una incursió de saqueig a territori hitita i va destruir la ciutat cap a l'any 1460 aC, en temps del rei hitita Zidantas II. Un text hurrita conservat diu: "el país d'Hatti no va anar contra mi i jo podia fer el que volia".